# Monmouth Mayhill
Monmouth Mayhill (někdy též May Hill) je zrušená železniční stanice v Monmouthu ve Walesu na bývalé trati Monmouth – Ross-on-Wye. Stanice byla otevřena 4. srpna 1873 a uzavřena 5. ledna 1959. Byla jednou ze dvou monmouthských železničních stanic a ležela na druhém břehu řeky Wye než samotný Monmouth. Původně se jednalo o koncovou stanici trati, ale v roce 1874 byla trať protaženo do druhé (a větší) stanice Monmouth Troy.
Přestože byla stanice otevřena původně jako dočasná, stala se z ní nakonec běžná stanice. Byla postavena na místě, kde bylo původně překladiště zboží nákladních člunů plujících po řece Wye.
Dnes je celá stanice kromě jednoho nástupiště zbořena.